# Agostino Favoriti
Agostino Favoriti (né le 3 janvier 1624 à Sarzana et mort le 13 novembre 1682 à Rome) est un religieux et poète italien, l’un des poètes de la « Pléiade latine » en Italie au  XVIIe siècle.

## Biographie
Agostino Favoriti naquit à Sarzana en 1624. Ayant embrassé l’état ecclésiastique, il vint à Rome, où ses talents lui méritèrent bientôt d’illustres amis. Le cardinal Fabio Chigi, depuis pape sous le nom d’Alexandre VII, se déclara l’un des premiers son protecteur, et ne cessa de lui donner des marques de son affection. Honoré de la charge de secrétaire du sacré collège, il fut presque constamment employé dans les affaires importantes, et mourut le 13 novembre 1682. Favoriti était membre de l’Accademia degli Umoristi. Ferdinand von Fürstenberg fit ériger un monument orné d’une épitaphe sur la tombe de Favoriti dans la basilique Sainte-Marie-Majeure.

## Œuvres
Nourri de la lecture des anciens, il se montra souvent l'égal de ses modèles. Ses poésies ne sont pas moins remarquables par le naturel et la force des pensées que par l’élégance et la clarté du style ; elles ont été recueillies avec celles des autres poètes de la Pléiade sous ce titre : Septem illustrium virorum poemata. L’édition d’Amsterdam, 1672, in-8°, sortie des presses d’Elzevier, est d’une beauté admirable. À la suite de ses vers, on trouve deux Oraisons funèbres, prononcées par Favoriti devant le conclave, l’une d’Alexandre VII, son bienfaiteur, et l’autre de Clément IX. Une grande partie de ses Œuvres poétiques a été réimprimée dans les Carmina illustr. poetar. italor., t. 4, p. 208-51. Il est encore auteur d’une Vie de Virginio Cesarini, qu’on trouve à la tête de ses poésies.

## Sources
- « Agostino Favoriti », dans Louis-Gabriel Michaud, Biographie universelle ancienne et moderne : histoire par ordre alphabétique de la vie publique et privée de tous les hommes avec la collaboration de plus de 300 savants et littérateurs français ou étrangers, 2e édition, 1843-1865 [détail de l’édition]